# Nabi (film)
Pour les articles homonymes, voir Nabi.
Pour plus de détails, voir Fiche technique et Distribution.
Nabi (나비, littéralement « papillon ») est un film sud-coréen réalisé par Moon Seung-wook, sorti en 2001.

## Synopsis
Dans le futur, une ville coréenne est victime d'un mystérieux virus. La population est mise en quarantaine et des avortements obligatoires sont mis en place. Des touristes viennent visiter la ville.

## Fiche technique
- Titre : Nabi
- Titre original : 나비
- Réalisation : Moon Seung-wook
- Scénario : Moon Seung-wook
- Production : Jung Rae-young et Park Ji-young
- Pays :  Corée du Sud
- Genre : Science-fiction
- Durée : 116 minutes
- Dates de sortie : 
  -  Corée du Sud : 13 octobre 2001

## Distribution
- Kang Hye-jeong : Yuki
- Jang Hyun-sung : K
- Kim Ho-jung : Anna
- Kim Hyun-sung

## Distinctions
En 2001, le film a remporté le Léopard de la meilleure interprétation féminine ainsi que le prix de la jeune critique au festival international du film de Locarno.